# Frédéric Esther
Frédéric Esther (Meulan, 8 de junio de 1972) es un deportista francés que compitió en boxeo.
Ganó una medalla  de bronce en el Campeonato Mundial de Boxeo Aficionado de 1999 y  medalla de oro en el Campeonato Europeo de Boxeo Aficionado de 1998.
Participó en los Juegos Olímpicos de Sídney 2000, ocupando el sexto lugar en el peso semimedio.
En diciembre de 2000 disputó su primera pelea como profesional. En su carrera profesional tuvo en total 16 combates, con un registro de 14 victorias y 2 derrotas.

## Palmarés internacional
| Campeonato Mundial | Campeonato Mundial       | Campeonato Mundial | Campeonato Mundial |
| Año                | Lugar                    | Medalla            | Categoría          |
| ------------------ | ------------------------ | ------------------ | ------------------ |
| 1999               | Houston (Estados Unidos) | Medalla de bronce  | 71 kg              |
| Campeonato Europeo |                          |                    |                    |
| Año                | Lugar                    | Medalla            | Categoría          |
| 1998               | Minsk (Bielorrusia)      | Medalla de oro     | 71 kg              |